# Aloy
Aloy is een personage in de Horizon-serie van computerspellen. Het personage verscheen voor het eerst in het spel Horizon Zero Dawn uit 2017.
Aloy werd het hoofdpersonage in de spelserie en verscheen daarnaast ook in een stripboekenserie.

## Personage
Aloy werd geboren op 4 april in het jaar 3021 en opgevoed als een verstoteling door Rost, haar adoptievader. Aloy is gekloond op genetische basis van haar moeder, dr. Elisabet Sobeck. In de spellen is ze 19 jaar.
Ze trainde als een krijger om een wedstrijd te winnen waarmee ze de identiteit van haar moeder kon ontdekken. Nadat ze ternauwernood een moordaanslag heeft weten te ontwijken, begint Aloy aan haar reis om een sekte te stoppen die kunstmatige intelligentie aanbidt voor het vernietigen van de aarde. Ze jaagt in de spellen op vijandige machines met boog, speer, mes, katapult, vriespistool en vlammenwerper.
Het personage werd in recensies geprezen om haar ontwerp en karakter. Haar stem wordt ingesproken door stemactrice Ashly Burch. Aloys gezicht is gemodelleerd naar de Nederlandse actrice Hannah Hoekstra.
Volgens spelregisseur Mathijs de Jonge zijn de vrouwelijke personages Sarah Connor, Ellen Ripley en Ygritte gebruikt als inspiratie voor Aloy.